# Українські футбольні клуби в єврокубках (2010—2020)
Українські футбольні клуби в єврокубках (2010—2020) — результати матчів українських футбольних команд у європейських клубних турнірах, які проводилися під егідою УЄФА в 2010—2020 роках. На той момент — це Ліга чемпіонів УЄФА, Ліга Європи УЄФА та Суперкубок УЄФА.

## Сезон 2010/2011
- «Шахтар» Донецьк (чемпіон України сезону 2009-10 рр.)
  - Груповий етап Ліги чемпіонів УЄФА. Група «H»
    - 15.09.2010 «Шахтар» (Донецьк) — «Партизан» (Белград, Сербія) 1:0 (Срна 71)
    - 28.09.2010 «Спортінг» (Брага, Португалія) — «Шахтар» (Донецьк) 0:3 (Луїс Адріану 56, 72, Дуглас Коста 90+2-пен.)
    - 19.10.2010 «Арсенал» (Лондон, Англія) — «Шахтар» (Донецьк) 5:1 (Сонг 19, Насрі 42, Фабрегас 60-пен., Вілшир 66, Шамах 69 — Едуарду да Сілва 82)
    - 03.11.2010 «Шахтар» (Донецьк) — «Арсенал» (Лондон, Англія) 2:1 (Чигринський 28, Едуарду да Сілва 45 — Волкотт 10)
    - 23.11.2010 «Партизан» (Белград, Сербія) — «Шахтар» (Донецьк) 0:3 (Степаненко 52, Жадсон 59, Едуарду да Сілва 68)
    - 08.12.2010 «Шахтар» (Донецьк) — «Спортінг» (Брага, Португалія) 2:0 (Рац 78, Луїс Адріану 83)

  - 1/8 фіналу Ліги чемпіонів УЄФА
    - 16.02.2011 «Рома» (Рим, Італія) — «Шахтар» (Донецьк) 2:3 (Рац 28-авт., Менез 61 — Жадсон 29, Дуглас Коста 36, Луїс Адріану 42)
    - 08.03.2011 «Шахтар» (Донецьк) — «Рома» (Рим, Італія) 3:0 (Вілліан 18, 58, Едуарду да Сілва 87). На 28-й хвилині Борр'єлло («Рома») не реалізував пенальті.

  - Чвертьфінал Ліги чемпіонів УЄФА
    - 06.04.2011 «Барселона» (Барселона, Іспанія) — «Шахтар» (Донецьк) 5:1 (Іньєста 2, Данієл Алвіс 33, Піке 53, Кейта 60, Шаві Ернандес 86 — Ракицький 59)
    - 12.04.2011 «Шахтар» (Донецьк) — «Барселона» (Барселона, Іспанія) 0:1 (Мессі 43)

- «Динамо» Київ (2-е місце в чемпіонаті України сезону 2009-10 рр.)
  - 3-й кваліфікаційний раунд Ліги чемпіонів УЄФА. Нечемпіонський шлях
    - 27.07.2010 «Динамо» (Київ) — «Гент» (Гент, Бельгія) 3:0 (Ярмоленко 19, Шевченко 80, Зозуля 90+2)
    - 04.08.2010 «Гент» (Гент, Бельгія) — «Динамо» (Київ) 1:3 (Кулібалі 85 — Гармаш 32, Мілевський 55, Гусєв 89)

  - Плей-оф раунд Ліги чемпіонів УЄФА. Нечемпіонський шлях
    - 17.08.2010 «Динамо» (Київ) — «Аякс» (Амстердам, Нідерланди) 1:1 (Гусєв 66 — Вертонген 57)
    - 25.08.2010 «Аякс» (Амстердам, Нідерланди) — «Динамо» (Київ) 2:1 (Суарес 43, Ель-Хамдауї 75 — Шевченко 84-пен.)

  - Груповий етап Ліги Європи УЄФА. Група «E»
    - 16.09.2010 «Динамо» (Київ) — БАТЕ (Борисов, Білорусь) 2:2 (Мілевський 34, Єрьоменко 44 — Родіонов 3, Нехайчик 54). На 13-й хвилині Мілевський («Динамо») не реалізував пенальті.
    - 30.09.2010 «Шериф» (Тирасполь, Молдова) — «Динамо» (Київ) 2:0 (Єрохін 8, Джиммі 37-пен.)
    - 21.10.2010 АЗ (Алкмар, Нідерланди) — «Динамо» (Київ) 1:2 (Фалкенбюрг 35 — Мілевський 16, Хачеріді 39)
    - 04.11.2010 «Динамо» (Київ) — АЗ (Алкмар, Нідерланди) 2:0 (Мілевський 47, 61)
    - 02.12.2010 БАТЕ (Борисов, Білорусь) — «Динамо» (Київ) 1:4 (Нехайчик 84 — Вукоєвич 16, Ярмоленко 43, Гусєв 50-пен., Мілевський 68)[1]
    - 15.12.2010 «Динамо» (Київ) — «Шериф» (Тирасполь, Молдова) 0:0

  - 1/16 фіналу Ліги Європи УЄФА
    - 17.02.2011 «Бешикташ» (Стамбул, Туреччина) — «Динамо» (Київ) 1:4 (Рікарду Куарежма 37 — Вукоєвич 27, Шевченко 50, Юссуф 56, Гусєв 90-пен.)
    - 24.02.2011 «Динамо» (Київ) — «Бешикташ» (Стамбул, Туреччина) 4:0 (Вукоєвич 3, Ярмоленко 55, Гусєв 64, Шевченко 74)

  - 1/8 фіналу Ліги Європи УЄФА
    - 10.03.2011 «Динамо» (Київ) — «Манчестер Сіті» (Манчестер, Англія) 2:0 (Шевченко 25, Гусєв 77)
    - 17.03.2011 «Манчестер Сіті» (Манчестер, Англія) — «Динамо» (Київ) 1:0 (Коларов 39)

  - Чвертьфінал Ліги Європи УЄФА
    - 07.04.2011 «Динамо» (Київ) — «Спортінг» (Брага, Португалія) 1:1 (Ярмоленко 6 — Гусєв 13-авт.)
    - 14.04.2011 «Спортінг» (Брага, Португалія) — «Динамо» (Київ) 0:0

- «Таврія» Сімферополь (володар Кубка України сезону 2009-10 рр.)
  - Плей-оф раунд Ліги Європи УЄФА
    - 19.08.2010 «Баєр 04» (Леверкузен, Німеччина) — «Таврія» (Сімферополь) 3:0 (Кадлець 1, 83, Баллак 90+2-пен.)
    - 26.08.2010 «Таврія» (Сімферополь) — «Баєр 04» (Леверкузен, Німеччина) 1:3 (Ідахор 5-пен. — Відаль 50-пен., Голайдо 75-авт., Кастро 90+3)

- «Металіст» Харків (3-є місце в чемпіонаті України сезону 2009-10 рр.)
  - Плей-оф раунд Ліги Європи УЄФА
    - 19.08.2010 «Омонія» (Строволос, Кіпр) — «Металіст» (Харків) 0:1 (Девич 24)
    - 26.08.2010 «Металіст» (Харків) — «Омонія» (Строволос, Кіпр) 2:2 (Девич 66, Клейтон Шавієр 71 — Леандру 60, Ренхіфо 64)

  - Груповий етап Ліги Європи УЄФА. Група «I»
    - 16.09.2010 «Дебрецен» (Дебрецен, Угорщина) — «Металіст» (Харків) 0:5 (Едмар 24,74, Клейтон Шавієр 34, Фінінью 77, Валяєв 89)[2]
    - 30.09.2010 «Металіст» (Харків) — ПСВ (Ейндговен, Нідерланди) 0:2 (Джуджак 27-пен., Берг 30)
    - 21.10.2010 «Металіст» (Харків) — «Сампдорія» (Генуя, Італія) 2:1 (Тайсон 38, Клейтон Шавієр 73 — Коман 32)
    - 04.11.2010 «Сампдорія» (Генуя, Італія) — «Металіст» (Харків) 0:0
    - 01.12.2010 «Металіст» (Харків) — «Дебрецен» (Дебрецен, Угорщина) 2:1 (Боді 52-авт., Олійник 88 — Цвиткович 48)
    - 16.12.2010 ПСВ (Ейндговен, Нідерланди) — «Металіст» (Харків) 0:0

  - 1/16 фіналу Ліги Європи УЄФА
    - 17.02.2011 «Металіст» (Харків) — «Баєр 04» (Леверкузен, Німеччина) 0:4 (Дердійок 23, Кастро 72, Сам 90, 90+2)
    - 24.02.2011 «Баєр 04» (Леверкузен, Німеччина) — «Металіст» (Харків) 2:0 (Рольфес 47, Баллак 70)

- «Дніпро» Дніпропетровськ (4-е місце в чемпіонаті України сезону 2009-10 рр.)
  - 3-й кваліфікаційний раунд Ліги Європи УЄФА
    - 29.07.2010 «Спартак Златибор Вода» (Суботиця, Сербія) — «Дніпро» (Дніпропетровськ) 2:1 (Торбиця 15-пен., 90-пен. — Гоменюк 22)[3]
    - 05.08.2010 «Дніпро» (Дніпропетровськ) — «Спартак Златибор Вода» (Суботиця, Сербія) 2:0 (Селезньов 45, Голек 48)

  - Плей-оф раунд Ліги Європи УЄФА
    - 19.08.2010 «Дніпро» (Дніпропетровськ) — «Лех» (Познань, Польща) 0:1 (Арболеда 5)
    - 26.08.2010 «Лех» (Познань, Польща) — «Дніпро» (Дніпропетровськ) 0:0

- «Карпати» Львів (5-е місце в чемпіонаті України сезону 2009-10 рр.)
  - 2-й кваліфікаційний раунд Ліги Європи УЄФА
    - 15.07.2010 «Рейк'явік» (Рейк'явік, Ісландія) — «Карпати» (Львів) 0:3 (Гурулі 46, Ткачук 51, Вілліам Батіста 57)
    - 22.07.2010 «Карпати» (Львів) — «Рейк'явік» (Рейк'явік, Ісландія) 3:2 (Зеньов 2, Федецький 25, Баранець 69 — Фіннбогасон 61, 65)

  - 3-й кваліфікаційний раунд Ліги Європи УЄФА
    - 29.07.2010 «Карпати» (Львів) — «Зестафоні» (Зестафоні, Грузія) 1:0 (Худоб'як 6)
    - 05.08.2010 «Зестафоні» (Зестафоні, Грузія) — «Карпати» (Львів) 0:1 (Кожанов 90+1)

  - Плей-оф раунд Ліги Європи УЄФА
    - 19.08.2010 «Галатасарай» (Стамбул, Туреччина) — «Карпати» (Львів) 2:2 (Барош 59, 86 — Кузнецов 34, Зеньов 41)
    - 26.08.2010 «Карпати» (Львів) — «Галатасарай» (Стамбул, Туреччина) 1:1 (Федецький 90+3 — Йилмаз 90+1)

  - Груповий етап Ліги Європи УЄФА. Група «J»
    - 16.09.2010 «Карпати» (Львів) — «Боруссія» (Дортмунд, Німеччина) 3:4 (Голодюк 44, Кополовець 52, Кожанов 78 — Шахін 12-пен., Гетце 27, 90+2, Барріос 87)
    - 30.09.2010 «Парі Сен-Жермен» (Париж, Франція) — «Карпати» (Львів) 2:0 (Жаллє 4, Нене 20)
    - 21.10.2010 «Карпати» (Львів) — «Севілья» (Севілья, Іспанія) 0:1 (Кануте 34)
    - 04.11.2010 «Севілья» (Севілья, Іспанія) — «Карпати» (Львів) 4:0 (Альфаро 9, 42, Чигаріні 31, Негредо 51)
    - 02.12.2010 «Боруссія» (Дортмунд, Німеччина) — «Карпати» (Львів) 3:0 (Кагава 5, Гуммельс 49, Левандовський 89)
    - 15.12.2010 «Карпати» (Львів) — «Парі Сен-Жермен» (Париж, Франція) 1:1 (Федецький 45 — Люїндюла 39)

## Сезон 2011/2012
- «Шахтар» Донецьк (чемпіон України сезону 2010-11 рр.)
  - Груповий етап Ліги чемпіонів УЄФА. Група «G»
    - 13.09.2011 «Порту» (Порту, Португалія) — «Шахтар» (Донецьк) 2:1 (Галк 28, Клебір 51 — Луїс Адріану 12) На 10-й хвилині Галк («Порту») не реалізував пенальті.
    - 28.09.2011 «Шахтар» (Донецьк) — АПОЕЛ (Строволос, Кіпр) 1:1 (Жадсон 64 — Тричковський 61)
    - 19.10.2011 «Шахтар» (Донецьк) — «Зеніт» (Санкт-Петербург, Росія) 2:2 (Вілліан 15, Луїс Адріану 45+1 — Широков 33, Файзулін 60) На 11-й хвилині Широков («Зеніт») не реалізував пенальті.
    - 01.11.2011 «Зеніт» (Санкт-Петербург, Росія) — «Шахтар» (Донецьк) 1:0 (Ломбартс 45+1)
    - 23.11.2011 «Шахтар» (Донецьк) — «Порту» (Порту, Португалія) 0:2 (Галк 79, Рац 90+1-авт.)
    - 06.12.2011 АПОЕЛ (Строволос, Кіпр) — «Шахтар» (Донецьк) 0:2 (Луїс Адріану 62, Селезньов 78) На 12-й хвилині Луїс Адріану («Шахтар») не реалізував пенальті.

- «Динамо» Київ (2-е місце в чемпіонаті України сезону 2010-11 рр.)
  - 3-й кваліфікаційний раунд Ліги чемпіонів УЄФА. Нечемпіонський шлях
    - 26.07.2011 «Динамо» (Київ) — «Рубін» (Казань, Росія) 0:2 (Касаєв 6, Натхо 68-пен.)
    - 03.08.2011 «Рубін» (Казань, Росія) — «Динамо» (Київ) 2:1 (Дядюн 19, Медведєв 87 — Гусєв 90+2)

  - Плей-оф раунд Ліги Європи УЄФА
    - 18.08.2011 «Литекс» (Ловеч, Болгарія) — «Динамо» (Київ) 1:2 (Янев 13 — Нинкович 7-пен., Ідеє 77)
    - 25.08.2011 «Динамо» (Київ) — «Литекс» (Ловеч, Болгарія) 1:0 (Мілевський 74)

  - Груповий етап Ліги Європи УЄФА. Група «E»
    - 15.09.2011 «Динамо» (Київ) — «Сток Сіті» (Сток-он-Трент, Англія) 1:1 (Вукоєвич 90+1 — Джером 55)
    - 29.09.2011 «Маккабі» (Тель-Авів–Яффа, Ізраїль) — «Динамо» (Київ) 1:1 (Міха 44 — Ідеє 9)
    - 20.10.2011 «Динамо» (Київ) — «Бешикташ» (Стамбул, Туреччина) 1:0 (Гармаш 90+4)
    - 03.11.2011 «Бешикташ» (Стамбул, Туреччина) — «Динамо» (Київ) 1:0 (Коркмаз 67)
    - 01.12.2011 «Сток Сіті» (Сток-он-Трент, Англія) — «Динамо» (Київ) 1:1 (Джонс 81 — Апсон 27-авт.)
    - 14.12.2011 «Динамо» (Київ) — «Маккабі» (Тель-Авів–Яффа, Ізраїль) 3:3 (Єйні 11-авт., Гусєв 17, 80 — Веред 49, Атар 62, Даббур 75)

- «Металіст» Харків (3-є місце в чемпіонаті України сезону 2010-11 рр.)
  - Плей-оф раунд Ліги Європи УЄФА
    - 18.08.2011 «Металіст» (Харків) — «Сошо» (Монбельяр, Франція) 0:0
    - 25.08.2011 «Сошо» (Монбельяр, Франція) — «Металіст» (Харків) 0:4 (Соса 6, Крістальдо 10, 40, Тайсон 51)

  - Груповий етап Ліги Європи УЄФА. Група «G»
    - 15.09.2011 «Аустрія» (Відень, Австрія) — «Металіст» (Харків) 1:2 (Юн 6 — Геє 56, Клейтон Шавієр 79-пен.)
    - 29.09.2011 «Металіст» (Харків) — АЗ (Алкмар, Нідерланди) 1:1 (Тайсон 76 — Алтідор 26)
    - 20.10.2011 «Мальме» (Мальме, Швеція) — «Металіст» (Харків) 1:4 (Хамад 22 — Крістальдо 32, Фінінью 45+1, Едмар 57, Девич 73)
    - 03.11.2011 «Металіст» (Харків) — «Мальме» (Мальме, Швеція) 3:1 (Тайсон 46, 56, Фінінью 90 — Ранегі 65)
    - 30.11.2011 «Металіст» (Харків) — «Аустрія» (Відень, Австрія) 4:1 (Девич 16, Едмар 40, Геє 60, Соса 90 — Мадер 19)
    - 15.12.2011 АЗ (Алкмар, Нідерланди) — «Металіст» (Харків) 1:1 (Махер 37 — Девич 36)

  - 1/16 фіналу Ліги Європи УЄФА
    - 16.02.2012 «Ред Булл Зальцбург» (Вальс-Зіценгайм, Австрія) — «Металіст» (Харків) 0:4 (Тайсон 1, Крістальдо 37, 41, Девич 90+1)
    - 23.02.2012 «Металіст» (Харків) — «Ред Булл Зальцбург» (Вальс-Зіценгайм, Австрія) 4:1 (Гінтереггер 28-авт., Крістальдо 62, Бланко 63, Марлос 87 — Янчер 56)

  - 1/8 фіналу Ліги Європи УЄФА
    - 08.03.2012 «Металіст» (Харків) — «Олімпіакос» (Пірей, Греція) 0:1 (Фустер 50)
    - 15.03.2012 «Олімпіакос» (Пірей, Греція) — «Металіст» (Харків) 1:2 (Маркано 14 — Вільягра 81, Девич 86) На 77-й хвилині Девич («Металіст») не реалізував пенальті.

  - Чвертьфінал Ліги Європи УЄФА
    - 29.03.2012 «Спортінг» (Лісабон, Португалія) — «Металіст» (Харків) 2:1 (Ізмайлов 51, Інсуа 64 — Клейтон Шавієр 90+1-пен.)
    - 05.04.2012 «Металіст» (Харків) — «Спортінг» (Лісабон, Португалія) 1:1 (Крістальдо 57 — ван Волфсвінкел 44) На 64-й хвилині Клейтон Шавієр («Металіст») не реалізував пенальті.

- «Дніпро» Дніпропетровськ (4-е місце в чемпіонаті України сезону 2010-11 рр.)
  - Плей-оф раунд Ліги Європи УЄФА
    - 18.08.2011 «Фулгем» (Лондон, Англія) — «Дніпро» (Дніпропетровськ) 3:0 (Г'юз 38, Демпсі 43, 49)
    - 25.08.2011 «Дніпро» (Дніпропетровськ) — «Фулгем» (Лондон, Англія) 1:0 (Шахов 22)

- «Карпати» Львів (5-е місце в чемпіонаті України сезону 2010-11 рр.)
  - 3-й кваліфікаційний раунд Ліги Європи УЄФА
    - 28.07.2011 «Карпати» (Львів) — «Сент-Патрікс Атлетік» (Дублін, Ірландія) 2:0 (Федецький 33, Воронков 90+3)
    - 04.08.2011 «Сент-Патрікс Атлетік» (Дублін, Ірландія) — «Карпати» (Львів) 1:3 (Макміллан 57 — Зеньов 22, Худоб'як 64, Ощипко 82)[4]

  - Плей-оф раунд Ліги Європи УЄФА
    - 18.08.2011 ПАОК (Салоніки, Греція) — «Карпати» (Львів) 2:0 (Атанасіадіс 15, Ліну 56)
    - 25.08.2011 «Карпати» (Львів) — ПАОК (Салоніки, Греція) 1:1 (Лукас Перес 45+1-пен. — Балафас 55)

- «Ворскла» Полтава (6-е місце в чемпіонаті України сезону 2010-11 рр.)
  - 2-й кваліфікаційний раунд Ліги Європи УЄФА
    - 14.07.2011 «Гленторан» (Белфаст, Північна Ірландія) — «Ворскла» (Полтава) 0:2 (Безус 29, Янузі 38)
    - 21.07.2011 «Ворскла» (Полтава) — «Гленторан» (Белфаст, Північна Ірландія) 3:0 (Янузі 33, 73, Курилов 36)

  - 3-й кваліфікаційний раунд Ліги Європи УЄФА
    - 28.07.2011 «Ворскла» (Полтава) — «Слайго Роверз» (Слайго, Ірландія) 0:0
    - 04.08.2011 «Слайго Роверз» (Слайго, Ірландія) — «Ворскла» (Полтава) 0:2 (Закарлюка 16, Ребенок 17)

  - Плей-оф раунд Ліги Європи УЄФА
    - 18.08.2011 «Ворскла» (Полтава) — «Динамо» (Бухарест, Румунія) 2:1 (Кривошеєнко 32, Ребенок 89 — Нікулає 58)
    - 25.08.2011 «Динамо» (Бухарест, Румунія) — «Ворскла» (Полтава) 2:3 (Торже 45, Цукудян 90 — Янузі 37, Баранник 72, 78)

  - Груповий етап Ліги Європи УЄФА. Група «B»
    - 15.09.2011 «Копенгаген» (Копенгаген, Данія) — «Ворскла» (Полтава) 1:0 (Норстранн 54-пен.)
    - 29.09.2011 «Ворскла» (Полтава) — «Ганновер 96» (Ганновер, Німеччина) 1:2 (Курилов 50 — Абделлаує 32, Пандер 44)
    - 20.10.2011 «Стандард» (Льєж, Бельгія) — «Ворскла» (Полтава) 0:0
    - 03.11.2011 «Ворскла» (Полтава) — «Стандард» (Льєж, Бельгія) 1:3 (Курилов 5 — Сейхас 16, Кану 45+4, Чіте 73)
    - 30.11.2011 «Ворскла» (Полтава) — «Копенгаген» (Копенгаген, Данія) 1:1 (Н'Доє 31-авт. — Н'Доє 37)
    - 15.12.2011 «Ганновер 96» (Ганновер, Німеччина) — «Ворскла» (Полтава) 3:1 (Рауш 24, Я Конан 33, Собех 78 — Безус 45+1-пен.) На 56-й хвилині Рауш («Ганновер 96») не реалізував пенальті.

## Сезон 2012/2013
- «Шахтар» Донецьк (чемпіон України сезону 2011-12 рр.)
  - Груповий етап Ліги чемпіонів УЄФА. Група «E»
    - 19.09.2012 «Шахтар» (Донецьк) — «Норшелланн» (Фарум, Данія) 2:0 (Мхітарян 44, 76)
    - 02.10.2012 «Ювентус» (Турин, Італія) — «Шахтар» (Донецьк) 1:1 (Бонуччі 25 — Алекс Тейшейра 23)
    - 23.10.2012 «Шахтар» (Донецьк) — «Челсі» (Лондон, Англія) 2:1 (Алекс Тейшейра 3, Фернандінью 52 — Оскар 88)
    - 07.11.2012 «Челсі» (Лондон, Англія) — «Шахтар» (Донецьк) 3:2 (Торрес 6, Оскар 40, Моузес 90+4 — Вілліан 9, 47)
    - 20.11.2012 «Норшелланн» (Фарум, Данія) — «Шахтар» (Донецьк) 2:5 (Норстранн 24, Лорентсен 29 — Луїс Адріану 26, 53, 81, Вілліан 44, 50)[5]
    - 05.12.2012 «Шахтар» (Донецьк) — «Ювентус» (Турин, Італія) 0:1 (Кучер 56-авт.)

  - 1/8 фіналу Ліги чемпіонів УЄФА
    - 13.02.2013 «Шахтар» (Донецьк) — «Боруссія» (Дортмунд, Німеччина) 2:2 (Срна 31, Дуглас Коста 68 — Левандовський 41, Гуммельс 87)
    - 05.03.2013 «Боруссія» (Дортмунд, Німеччина) — «Шахтар» (Донецьк) 3:0 (Феліпі Сантана 31, Гетце 37, Блащиковський 59)

- «Динамо» Київ (2-е місце в чемпіонаті України сезону 2011-12 рр.)
  - 3-й кваліфікаційний раунд Ліги чемпіонів УЄФА. Нечемпіонський шлях
    - 31.07.2012 «Динамо» (Київ) — «Феєнорд» (Роттердам, Нідерланди) 2:1 (Іммерс 56-авт., Ідеє 69 — Схакен 49)
    - 07.08.2012 «Феєнорд» (Роттердам, Нідерланди) — «Динамо» (Київ) 0:1 (Ідеє 90+6)

  - Плей-оф раунд Ліги чемпіонів УЄФА. Нечемпіонський шлях
    - 21.08.2012 «Боруссія» (Менхенгладбах, Німеччина) — «Динамо» (Київ) 1:3 (Рінг 12 — Михалик 28, Ярмоленко 36, де Йонг 81-авт.)
    - 29.08.2012 «Динамо» (Київ) — «Боруссія» (Менхенгладбах, Німеччина) 1:2 (Ідеє 88 — Хачеріді 70-авт., Аранго 78)

  - Груповий етап Ліги чемпіонів УЄФА. Група «A»
    - 18.09.2012 «Парі Сен-Жермен» (Париж, Франція) — «Динамо» (Київ) 4:1 (Ібрагімович 19-пен., Тіагу Сілва 29, Алекс 32, Пасторе 90+1 — Мігел Велозу 87)
    - 03.10.2012 «Динамо» (Київ) — «Динамо» (Загреб, Хорватія) 2:0 (Гусєв 3, Пиварич 33-авт.)
    - 24.10.2012 «Порту» (Порту, Португалія) — «Динамо» (Київ) 3:2 (Сілвештре Варела 15, Мартінес 36, 78 — Гусєв 21, Ідеє 72)
    - 06.11.2012 «Динамо» (Київ) — «Порту» (Порту, Португалія) 0:0
    - 21.11.2012 «Динамо» (Київ) — «Парі Сен-Жермен» (Париж, Франція) 0:2 (Лавецці 45, 52)
    - 04.12.2012 «Динамо» (Загреб, Хорватія) — «Динамо» (Київ) 1:1 (Ярмоленко 45+1 — Крстанович 90+5-пен.)

  - 1/16 фіналу Ліги Європи УЄФА
    - 14.02.2013 «Динамо» (Київ) — «Бордо» (Бордо, Франція) 1:1 (Аруна 20 — Обраняк 23) На 76-й хвилині Гусєв («Динамо») не реалізував пенальті.
    - 21.02.2013 «Бордо» (Бордо, Франція) — «Динамо» (Київ) 1:0 (Діабате 41)

- «Металіст» Харків (3-є місце в чемпіонаті України сезону 2011-12 рр.)
  - Плей-оф раунд Ліги Європи УЄФА
    - 23.08.2012 «Динамо» (Бухарест, Румунія) — «Металіст» (Харків) 0:2 (Клейтон Шавієр 9, Крістальдо57)
    - 30.08.2012 «Металіст» (Харків) — «Динамо» (Бухарест, Румунія) 2:1 (Бланко 29, Крістальдо 61 — Куртян 52)

  - Груповий етап Ліги Європи УЄФА. Група «K»
    - 20.09.2012 «Баєр 04» (Леверкузен, Німеччина) — «Металіст» (Харків) 0:0
    - 04.10.2012 «Металіст» (Харків) — «Рапід» (Відень, Австрія) 2:0 (Едмар 66, Клейтон Шавієр 80)
    - 25.10.2012 «Русенборг» (Тронгейм, Норвегія) — «Металіст» (Харків) 1:2 (Ельюнуссі 46 — Марлос 80, Клейтон Шавієр 89)
    - 08.11.2012 «Металіст» (Харків) — «Русенборг» (Тронгейм, Норвегія) 3:1 (Тайсон 4, Клейтон Шавієр 70, Торрес 90+3 — Дочкал 42)
    - 22.11.2012 «Металіст» (Харків) — «Баєр 04» (Леверкузен, Німеччина) 2:0 (Крістальдо 46, Клейтон Шавієр 85)
    - 06.12.2012 «Рапід» (Відень, Австрія) — «Металіст» (Харків) 1:0 (Алар 13)

  - 1/16 фіналу Ліги Європи УЄФА
    - 14.02.2013 «Ньюкасл Юнайтед» (Ньюкасл-апон-Тайн, Англія) — «Металіст» (Харків) 0:0
    - 21.02.2013 «Металіст» (Харків) — «Ньюкасл Юнайтед» (Ньюкасл-апон-Тайн, Англія) 0:1 (Амеобі 64-пен.)

- «Дніпро» Дніпропетровськ (4-е місце в чемпіонаті України сезону 2011-12 рр.)
  - Плей-оф раунд Ліги Європи УЄФА
    - 23.08.2012 «Слован» (Ліберець, Чехія) — «Дніпро» (Дніпропетровськ) 2:2 (Брезнаник 62, Ваха 90-пен. — Коноплянка 43, Матеус 48)
    - 30.08.2012 «Дніпро» (Дніпропетровськ) — «Слован» (Ліберець, Чехія) 4:2 (Алієв 12-пен., 59-пен., Коноплянка 75, Калинич 86 — Брезнаник 61, Келич 72)

  - Груповий етап Ліги Європи УЄФА. Група «F»
    - 20.09.2012 «Дніпро» (Дніпропетровськ) — ПСВ (Ейндговен, Нідерланди) 2:0 (Матеус 50, Гатчинсон 58-авт.)
    - 04.10.2012 АІК (Сульна, Швеція) — «Дніпро» (Дніпропетровськ) 2:3 (Даніельссон 5, Гойтом 45 — Калинич 41, Мандзюк 74, Селезньов 83)
    - 25.10.2012 «Дніпро» (Дніпропетровськ) — «Наполі» (Неаполь, Італія) 3:1 (Федецький 2, Матеус 42, Жуліану 64 — Кавані 75-пен.)
    - 08.11.2012 «Наполі» (Неаполь, Італія) — «Дніпро» (Дніпропетровськ) 4:2 (Кавані 7, 77, 88, 90+3 — Федецький 33, Зозуля 52)
    - 22.11.2012 ПСВ (Ейндговен, Нідерланди) — «Дніпро» (Дніпропетровськ) 1:2 (Вейналдюм 18 — Селезньов 24, Коноплянка 74)
    - 06.12.2012 «Дніпро» (Дніпропетровськ) — АІК (Сульна, Швеція) 4:0 (Калинич 20-пен., Зозуля 39, 52, Кравченко 85)

  - 1/16 фіналу Ліги Європи УЄФА
    - 14.02.2013 «Базель» (Базель, Швейцарія) — «Дніпро» (Дніпропетровськ) 2:0 (Штокер 23, Штреллер 67)
    - 21.02.2013 «Дніпро» (Дніпропетровськ) — «Базель» (Базель, Швейцарія) 1:1 (Селезньов 76-пен. — Шер 81-пен.)

- «Арсенал» Київ (5-е місце в чемпіонаті України сезону 2011-12 рр.)
  - 3-й кваліфікаційний раунд Ліги Європи УЄФА
    - 02.08.2012 «Арсенал» (Київ) — «Мура 05» (Мурська Собота, Словенія) 0:3 (технічна поразка)[6]
    - 09.08.2012 «Мура 05» (Мурська Собота, Словенія) — «Арсенал» (Київ) 0:2 (Кобахідзе 2, Гоменюк 61)[7]

- «Металург» Донецьк (фіналіст Кубка України сезону 2011-12 рр.)
  - 2-й кваліфікаційний раунд Ліги Європи УЄФА
    - 19.07.2012 «Металург» (Донецьк) — «Челік» (Никшич, Чорногорія) 7:0 (Макрідіс 17, 49, Казарян 36, 61, 86, Данілу 51, Жуніор Мораес 78)
    - 26.07.2012 «Челік» (Никшич, Чорногорія) — «Металург» (Донецьк) 2:4 (Йовович 23, Зорич 50-пен. — Данілу 15, Жуніор Мораес 53, Воловик 72, Зе Суаріс 84)

  - 3-й кваліфікаційний раунд Ліги Європи УЄФА
    - 02.08.2012 «Тромсе» (Тромсе, Норвегія) — «Металург» (Донецьк) 1:1 (Ондрашек 43 — Бйорк 88-авт.)
    - 09.08.2012 «Металург» (Донецьк) — «Тромсе» (Тромсе, Норвегія) 0:1 (Прийович 9)

## Сезон 2013/2014
- «Шахтар» Донецьк (чемпіон України сезону 2012-13 рр.)
  - Груповий етап Ліги чемпіонів УЄФА. Група «A»
    - 17.09.2013 «Реал Сосьєдад» (Доностія/Сан-Себастьян, Іспанія) — «Шахтар» (Донецьк) 0:2 (Алекс Тейшейра 65, 87)
    - 02.10.2013 «Шахтар» (Донецьк) — «Манчестер Юнайтед» (Стретфорд, Англія) 1:1 (Тайсон 76 — Велбек 18)
    - 23.10.2013 «Баєр 04» (Леверкузен, Німеччина) — «Шахтар» (Донецьк) 4:0 (Кіслінг 22, 72, Рольфес 50-пен., Сам 57)
    - 05.11.2013 «Шахтар» (Донецьк) — «Баєр 04» (Леверкузен, Німеччина) 0:0
    - 27.11.2013 «Шахтар» (Донецьк) — «Реал Сосьєдад» (Доностія/Сан-Себастьян, Іспанія) 4:0 (Луїс Адріану 37, Алекс Тейшейра 48, Дуглас Коста 68, 87)
    - 10.12.2013 «Манчестер Юнайтед» (Стретфорд, Англія) — «Шахтар» (Донецьк) 1:0 (Джонс 67)

  - 1/16 фіналу Ліги Європи УЄФА
    - 20.02.2014 «Вікторія» (Пльзень, Чехія) — «Шахтар» (Донецьк) 1:1 (Тецл 62 — Луїс Адріану 64)
    - 27.02.2014 «Шахтар» (Донецьк) — «Вікторія» (Пльзень, Чехія) 1:2 (Луїс Адріану 88 — Коларж 29, Петржела 33)

- «Металіст» Харків (2-е місце в чемпіонаті України сезону 2012-13 рр.)
  - 3-й кваліфікаційний раунд Ліги чемпіонів УЄФА. Нечемпіонський шлях
    - 30.07.2013 ПАОК (Салоніки, Греція) — «Металіст» (Харків) 0:2 (Девич 43-пен., 72)
    - 07.08.2013 «Металіст» (Харків) — ПАОК (Салоніки, Греція) 1:1 (Бланко 72 — Нецид 83)[8]

- «Динамо» Київ (3-є місце в чемпіонаті України сезону 2012-13 рр.)
  - Плей-оф раунд Ліги Європи УЄФА
    - 22.08.2013 «Актобе» (Актобе, Казахстан) — «Динамо» (Київ) 2:3 (Тремулінас 36-авт., Хайруллін 65 — Ярмоленко 16, Ідеє 51, Бельханда 57)
    - 29.08.2013 «Динамо» (Київ) — «Актобе» (Актобе, Казахстан) 5:1 (Ленс 9, Безус 30, Мбокані 35, Ідеє 52-пен., Гусєв 73 — Гейнріх 37-пен.)

  - Груповий етап Ліги Європи УЄФА. Група «G»
    - 19.09.2013 «Динамо» (Київ) — «Генк» (Генк, Бельгія) 0:1 (Гор'юс 62)
    - 03.10.2013 «Рапід» (Відень, Австрія) — «Динамо» (Київ) 2:2 (Бургшталлер 53, Тріммель 90+4 — Ярмоленко 30, Дібон 34-авт.)
    - 24.10.2013 «Динамо» (Київ) — «Тун» (Тун, Швейцарія) 3:0 (Ярмоленко 35, Мбокані 60, Гусєв 78)
    - 07.11.2013 «Тун» (Тун, Швейцарія) — «Динамо» (Київ) 0:2 (Шенкель 28-авт., Ярмоленко 69)
    - 28.11.2013 «Генк» (Генк, Бельгія) — «Динамо» (Київ) 3:1 (Воссен 17-пен., Кумордзі 37, Де Келар 40 — Ярмоленко 9)
    - 12.12.2013 «Динамо» (Київ) — «Рапід» (Відень, Австрія) 3:1 (Ленс 22, Гусєв 28, Мігел Велозу 70 — Бойд 6)

  - 1/16 фіналу Ліги Європи УЄФА
    - 20.02.2014 «Динамо» (Київ) — «Валенсія» (Валенсія, Іспанія) 0:2 (Варгас 79, Фегулі 90+1)[9]
    - 27.02.2014 «Валенсія» (Валенсія, Іспанія) — «Динамо» (Київ) 0:0

- «Дніпро» Дніпропетровськ (4-е місце в чемпіонаті України сезону 2012-13 рр.)
  - Плей-оф раунд Ліги Європи УЄФА
    - 22.08.2013 «Нимме Калью» (Таллінн, Естонія) — «Дніпро» (Дніпропетровськ) 1:3 (Тоомет 54 — Селезньов 23-пен., Жуліану 36, Зозуля 53)
    - 29.08.2013 «Дніпро» (Дніпропетровськ) — «Нимме Калью» (Таллінн, Естонія) 2:0 (Кобахідзе 39, Зозуля 70)

  - Груповий етап Ліги Європи УЄФА. Група «E»
    - 19.09.2013 «Пандурій» (Тиргу-Жіу, Румунія) — «Дніпро» (Дніпропетровськ) 0:1 (Ротань 38)[10]
    - 03.10.2013 «Дніпро» (Дніпропетровськ) — «Фіорентіна» (Флоренція, Італія) 1:2 (Селезньов 57-пен. — Родрігес 53-пен., Амброзіні 73)
    - 24.10.2013 «Пасуш-де-Феррейра» (Пасуш-де-Феррейра, Португалія) — «Дніпро» (Дніпропетровськ) 0:2 (Ротань 82, Коноплянка 86)[11]
    - 07.11.2013 «Дніпро» (Дніпропетровськ) — «Пасуш-де-Феррейра» (Пасуш-де-Феррейра, Португалія) 2:0 (Матеус 44, Коноплянка 66)
    - 28.11.2013 «Дніпро» (Дніпропетровськ) — «Пандурій» (Тиргу-Жіу, Румунія) 4:1 (Калинич 12, Зозуля 56, Шахов 86, Кравченко 89 — Ерік Перейра 70-пен.)
    - 12.12.2013 «Фіорентіна» (Флоренція, Італія) — «Дніпро» (Дніпропетровськ) 2:1 (Хоакін Санчес 42, Куадрадо 77 — Коноплянка 13)

  - 1/16 фіналу Ліги Європи УЄФА
    - 20.02.2014 «Дніпро» (Дніпропетровськ) — «Тоттенгем Готспур» (Лондон, Англія) 1:0 (Коноплянка 81-пен.)
    - 27.02.2014 «Тоттенгем Готспур» (Лондон, Англія) — «Дніпро» (Дніпропетровськ) 3:1 (Еріксен 56, Адебайор 65, 69 — Зозуля 47)

- «Металург» Донецьк (5-е місце в чемпіонаті України сезону 2012-13 рр.)
  - 3-й кваліфікаційний раунд Ліги Європи УЄФА
    - 01.08.2013 «Кукесі» (Кукес, Албанія) — «Металург» (Донецьк) 2:0 (Малакарне 6, Мальота 83)[12]
    - 08.08.2013 «Металург» (Донецьк) — «Кукесі» (Кукес, Албанія) 1:0 (Димитров 27)

- «Чорноморець» Одеса (фіналіст Кубка України сезону 2012-13 рр.)
  - 2-й кваліфікаційний раунд Ліги Європи УЄФА
    - 18.07.2013 «Чорноморець» (Одеса) — «Дачія» (Кишинів, Молдова) 2:0 (Самодін 46, Антонов 90+4)
    - 25.07.2013 «Дачія» (Кишинів, Молдова) — «Чорноморець» (Одеса) 2:1 (Орловський 45+3, Орбу 64 — Гай 26)

  - 3-й кваліфікаційний раунд Ліги Європи УЄФА
    - 01.08.2013 «Чорноморець» (Одеса) — «Црвена Звезда» (Белград, Сербія) 3:1 (Рієра 32, Джа Джедже 38, Антонов 78-пен. — Савичевич 59)
    - 08.08.2013 «Црвена Звезда» (Белград, Сербія) — «Чорноморець» (Одеса) 0:0 На 45+1-й хвилині Миліяш («Црвена Звезда») не реалізував пенальті.

  - Плей-оф раунд Ліги Європи УЄФА
    - 22.08.2013 «Чорноморець» (Одеса) — «Скендербеу» (Корча, Албанія) 1:0 (Гай 75)
    - 29.08.2013 «Скендербеу» (Корча, Албанія) — «Чорноморець» (Одеса) 1:0 (Рібай 19) Серія пенальті — 6:7[13][12]

  - Груповий етап Ліги Європи УЄФА. Група «B»
    - 19.09.2013 «Динамо» (Загреб, Хорватія) — «Чорноморець» (Одеса) 1:2 (Жуніур Фернандіс 43 — Антонов 62, Джа Джедже 65)
    - 03.10.2013 «Чорноморець» (Одеса) — ПСВ (Ейндговен, Нідерланди) 0:2 (Депай 13, Йозефзон 88)
    - 24.10.2013 «Чорноморець» (Одеса) — «Лудогорець» (Разград, Болгарія) 0:1 (Златинський 45)
    - 07.11.2013 «Лудогорець» (Разград, Болгарія) — «Чорноморець» (Одеса) 1:1 (Жунінью Кішада 47 — Гай 63)[14]
    - 28.11.2013 «Чорноморець» (Одеса) — «Динамо» (Загреб, Хорватія) 2:1 (Антонов 78, Діденко 90+1 — Бечирай 20)
    - 12.12.2013 ПСВ (Ейндговен, Нідерланди) — «Чорноморець» (Одеса) 0:1 (Джа Джедже 59)

  - 1/16 фіналу Ліги Європи УЄФА
    - 20.02.2014 «Чорноморець» (Одеса) — «Олімпік Ліон» (Ліон, Франція) 0:0
    - 27.02.2014 «Олімпік Ліон» (Ліон, Франція) — «Чорноморець» (Одеса) 1:0 (Лаказетт 80)

## Сезон 2014/2015
- «Шахтар» Донецьк (чемпіон України сезону 2013-14 рр.)
  - Груповий етап Ліги чемпіонів УЄФА. Група «H»
    - 17.09.2014 «Атлетік» (Більбао, Іспанія) — «Шахтар» (Донецьк) 0:0
    - 30.09.2014 «Шахтар» (Донецьк) — «Порту» (Порту, Португалія) 2:2 (Алекс Тейшейра 52, Луїс Адріану 85 — Мартінес 89-пен., 90+3). На 35-й хвилині Брагімі («Порту») не реалізував пенальті.[15]
    - 21.10.2014 БАТЕ (Борисов, Білорусь) — «Шахтар» (Донецьк) 0:7 (Алекс Тейшейра 11, Луїс Адріану 28-пен., 37, 40, 44, 82-пен., Дуглас Коста 35)
    - 05.11.2014 «Шахтар» (Донецьк) — БАТЕ (Борисов, Білорусь) 5:0 (Срна 19, Алекс Тейшейра 48, Луїс Адріану 58-пен., 82, 90+2)[15]
    - 25.11.2014 «Шахтар» (Донецьк) — «Атлетік» (Більбао, Іспанія) 0:1 (Сан Хосе 68)[15]
    - 10.12.2014 «Порту» (Порту, Португалія) — «Шахтар» (Донецьк) 1:1 (Абубакар 87 — Степаненко 50)

  - 1/8 фіналу Ліги чемпіонів УЄФА
    - 17.02.2015 «Шахтар» (Донецьк) — «Баварія» (Мюнхен, Німеччина) 0:0 [15]
    - 11.03.2015 «Баварія» (Мюнхен, Німеччина) — «Шахтар» (Донецьк) 7:0 (Мюллер 4-пен., 51, Боатенг 34, Рібері 49, Бадштубер 63, Левандовський 75, Гетце 87)

- «Дніпро» Дніпропетровськ (2-е місце в чемпіонаті України сезону 2013-14 рр.)
  - 3-й кваліфікаційний раунд Ліги чемпіонів УЄФА. Нечемпіонський шлях
    - 30.07.2014 «Дніпро» (Дніпропетровськ) — «Копенгаген» (Копенгаген, Данія) 0:0 [16]
    - 06.08.2014 «Копенгаген» (Копенгаген, Данія) — «Дніпро» (Дніпропетровськ) 2:0 (Корнеліус 36, Кадрії 52)

  - Плей-оф раунд Ліги Європи УЄФА
    - 20.08.2014 «Дніпро» (Дніпропетровськ) — «Хайдук» (Спліт, Хорватія) 2:1 (Калинич 50, Шахов 88 — Сушич 47)[16]
    - 28.08.2014 «Хайдук» (Спліт, Хорватія) — «Дніпро» (Дніпропетровськ) 0:0

  - Груповий етап Ліги Європи УЄФА. Група «F»
    - 18.09.2014 «Дніпро» (Дніпропетровськ) — «Інтернаціонале» (Мілан, Італія) 0:1 (Д'Амброзіо 71)[16]
    - 02.10.2014 «Сент-Етьєн» (Сент-Етьєн, Франція) — «Дніпро» (Дніпропетровськ) 0:0 На 28-й хвилині Калинич («Дніпро») не реалізував пенальті.
    - 23.10.2014 «Дніпро» (Дніпропетровськ) — «Карабах Агдам» (Баку, Азербайджан) 0:1 (Муарем 21)[16]
    - 06.11.2014 «Карабах Агдам» (Баку, Азербайджан) — «Дніпро» (Дніпропетровськ) 1:2 (Джордж 36 — Калинич 15, 73)
    - 27.11.2014 «Інтернаціонале» (Мілан, Італія) — «Дніпро» (Дніпропетровськ) 2:1 (Кузманович 30, Освальдо 50 — Ротань 16). На 28-й хвилині Коноплянка («Дніпро») не реалізував пенальті.
    - 11.12.2014 «Дніпро» (Дніпропетровськ) — «Сент-Етьєн» (Сент-Етьєн, Франція) 1:0 (Федецький 66)[16]

  - 1/16 фіналу Ліги Європи УЄФА
    - 19.02.2015 «Дніпро» (Дніпропетровськ) — «Олімпіакос» (Пірей, Греція) 2:0 (Канкава 50, Ротань 54)[16]
    - 26.02.2015 «Олімпіакос» (Пірей, Греція) — «Дніпро» (Дніпропетровськ) 2:2 (Мітроглу 14, Домінгес 90-пен. — Федецький 22, Калинич 90+2)

  - 1/8 фіналу Ліги Європи УЄФА
    - 12.03.2015 «Дніпро» (Дніпропетровськ) — «Аякс» (Амстердам, Нідерланди) 1:0 (Зозуля 30)[16]
    - 19.03.2015 «Аякс» (Амстердам, Нідерланди) — «Дніпро» (Дніпропетровськ) 2:1 д.ч. (Базур 60, ван дер Горн 117 — Коноплянка 97)

  - Чвертьфінал Ліги Європи УЄФА
    - 16.04.2015 «Брюгге» (Брюгге, Бельгія) — «Дніпро» (Дніпропетровськ) 0:0
    - 23.04.2015 «Дніпро» (Дніпропетровськ) — «Брюгге» (Брюгге, Бельгія) 1:0 (Шахов 82)[16]

  - Півфінал Ліги Європи УЄФА
    - 07.05.2015 «Наполі» (Неаполь, Італія) — «Дніпро» (Дніпропетровськ) 1:1 (Лопес 50 — Селезньов 80)
    - 14.05.2015 «Дніпро» (Дніпропетровськ) — «Наполі» (Неаполь, Італія) 1:0 (Селезньов 58)[16]

  - Фінал Ліги Європи УЄФА, Варшава / Польща
    - 27.05.2015 «Дніпро» (Дніпропетровськ) — «Севілья» (Севілья, Іспанія) 2:3 (Калинич 7, Ротань 44 — Крихов'як 28, Бакка 31, 73)

- «Динамо» Київ (володар Кубка України сезону 2013-14 рр.)
  - Груповий етап Ліги Європи УЄФА. Група «J»
    - 18.09.2014 «Ріу Аве» (Віла-ду-Конде, Португалія) — «Динамо» (Київ) 0:3 (Ярмоленко 20, Бельханда 25, Кравець 70)
    - 02.10.2014 «Динамо» (Київ) — «Стяуа» (Бухарест, Румунія) 3:1 (Ярмоленко 40, Кравець 66, Теодорчик 90+2 — Русеску 89)
    - 23.10.2014 «Ольборг» (Ольборг, Данія) — «Динамо» (Київ) 3:0 (Еневолльсен 11, Томсен 39, 90+1)
    - 06.11.2014 «Динамо» (Київ) — «Ольборг» (Ольборг, Данія) 2:0 (Вида 70, Гусєв 90+3)
    - 27.11.2014 «Динамо» (Київ) — «Ріу Аве» (Віла-ду-Конде, Португалія) 2:0 (Ленс 53, Мігел Велозу 78)
    - 11.12.2014 «Стяуа» (Бухарест, Румунія) — «Динамо» (Київ) 0:2 (Ярмоленко 71, Ленс 90+4)

  - 1/16 фіналу Ліги Європи УЄФА
    - 19.02.2015 «Генгам» (Генгам, Франція) — «Динамо» (Київ) 2:1 (Бовю 72, Діалло 75 — Мігел Велозу 19)
    - 26.02.2015 «Динамо» (Київ) — «Генгам» (Генгам, Франція) 3:1 (Теодорчик 31, Буяльський 46, Гусєв 75-пен. — Манданн 66)

  - 1/8 фіналу Ліги Європи УЄФА
    - 12.03.2015 «Евертон» (Ліверпуль, Англія) — «Динамо» (Київ) 2:1 (Нейсміт 39, Лукаку 82-пен. — Гусєв 14)
    - 19.03.2015 «Динамо» (Київ) — «Евертон» (Ліверпуль, Англія) 5:2 (Ярмоленко 21, Теодорчик 35, Мігел Велозу 37, Гусєв 56, Антунеш 76 — Лукаку 29, Ягелка 82)

  - Чвертьфінал Ліги Європи УЄФА
    - 16.04.2015 «Динамо» (Київ) — «Фіорентіна» (Флоренція, Італія) 1:1 (Ленс 36 — Бабакар 90+2)
    - 23.04.2015 «Фіорентіна» (Флоренція, Італія) — «Динамо» (Київ) 2:0 (Гомес 43, Варгас 90+4)

- «Металіст» Харків (3-є місце в чемпіонаті України сезону 2013-14 рр.)
  - Плей-оф раунд Ліги Європи УЄФА
    - 21.08.2014 «Рух» (Хожув, Польща) — «Металіст» (Харків) 0:0 [17]
    - 28.08.2014 «Металіст» (Харків) — «Рух» (Хожув, Польща) 1:0 д.ч. (Клейтон Шавієр 105+1-пен.)[18]

  - Груповий етап Ліги Європи УЄФА. Група «L»
    - 18.09.2014 «Металіст» (Харків) — «Трабзонспор» (Трабзон, Туреччина) 1:2 (Гоменюк 61 — Констан 25, Пападопулос 90+4)[19]
    - 02.10.2014 «Локерен» (Локерен, Бельгія) — «Металіст» (Харків) 1:0 (Де Пау 74)
    - 22.10.2014 «Металіст» (Харків) — «Легія» (Варшава, Польща) 0:1 (Дуда 28). На 52-й хвилині Врдоляк («Легія») і на 69-й хвилині Жажа Куелью («Металіст») не реалізували пенальті.[18]
    - 06.11.2014 «Легія» (Варшава, Польща) — «Металіст» (Харків) 2:1 (Сагановський 29, Дуда 84 — Кобін 22)
    - 27.11.2014 «Трабзонспор» (Трабзон, Туреччина) — «Металіст» (Харків) 3:1 (Белькалем 36, Екіджі 86, Горяїнов 90+4-авт. — Гоменюк 68)
    - 11.12.2014 «Металіст» (Харків) — «Локерен» (Локерен, Бельгія) 0:1 (Леє 16)[19]

- «Чорноморець» Одеса (5-е місце в чемпіонаті України сезону 2013-14 рр.)
  - 3-й кваліфікаційний раунд Ліги Європи УЄФА
    - 31.07.2014 «Спліт» (Спліт, Хорватія) — «Чорноморець» (Одеса) 2:0 (Рог 25, Белль 48)
    - 07.08.2014 «Чорноморець» (Одеса) — «Спліт» (Спліт, Хорватія) 0:0

- «Зоря» Луганськ (7-е місце в чемпіонаті України сезону 2013-14 рр.)[20]
  - 2-й кваліфікаційний раунд Ліги Європи УЄФА
    - 17.07.2014 «Лячі» (Лячі, Албанія) — «Зоря» (Луганськ) 0:3 (Шета 23-авт., Любенович 47, Болі 75)
    - 24.07.2014 «Зоря» (Луганськ) — «Лячі» (Лячі, Албанія) 2:1 (Ігнятієвич 74, Будківський 87 — Німані 84)[21]

  - 3-й кваліфікаційний раунд Ліги Європи УЄФА
    - 31.07.2014 «Зоря» (Луганськ) — «Молде» (Молде, Норвегія) 1:1 (Каменюка 62 — Свеннсен 89)[21]
    - 07.08.2014 «Молде» (Молде, Норвегія) — «Зоря» (Луганськ) 1:2 (Гульбраннсен 43 — Каменюка 2, Форрен 89-авт.). На 87-й хвилині Форрен («Молде») і на 90+4-й хвилині Ельюнуссі («Молде») не реалізували пенальті.

  - Плей-оф раунд Ліги Європи УЄФА
    - 21.08.2014 «Зоря» (Луганськ) — «Феєнорд» (Роттердам, Нідерланди) 1:1 (Білий 26 — те Вреде 38)[21]
    - 28.08.2014 «Феєнорд» (Роттердам, Нідерланди) — «Зоря» (Луганськ) 4:3 (те Вреде 18, Схакен 27, Білий 48-авт., Ману 90+2 — Малиновський 56, 80, Білий 71)

## Сезон 2015/2016
- «Динамо» Київ (чемпіон України сезону 2014-15 рр.)
  - Груповий етап Ліги чемпіонів УЄФА. Група «G»
    - 16.09.2015 «Динамо» (Київ) — «Порту» (Порту, Португалія) 2:2 (Гусєв 20, Буяльський 89 — Абубакар 23, 81)
    - 29.09.2015 «Маккабі» (Тель-Авів–Яффа, Ізраїль) — «Динамо» (Київ) 0:2 (Ярмоленко 4, Жуніор Мораес 50)[22]
    - 20.10.2015 «Динамо» (Київ) — «Челсі» (Лондон, Англія) 0:0
    - 04.11.2015 «Челсі» (Лондон, Англія) — «Динамо» (Київ) 2:1 (Драгович 34-авт., Вілліан 83 — Драгович 77)
    - 24.11.2015 «Порту» (Порту, Португалія) — «Динамо» (Київ) 0:2 (Ярмоленко 35-пен., Гонсалес 64)
    - 09.12.2015 «Динамо» (Київ) — «Маккабі» (Тель-Авів–Яффа, Ізраїль) 1:0 (Гармаш 16)

  - 1/8 фіналу Ліги чемпіонів УЄФА
    - 24.02.2016 «Динамо» (Київ) — «Манчестер Сіті» (Манчестер, Англія) 1:3 (Буяльський 58 — Агуеро 15, Сільва 40, Туре 90)
    - 15.03.2016 «Манчестер Сіті» (Манчестер, Англія) — «Динамо» (Київ) 0:0

- «Шахтар» Донецьк (2-е місце в чемпіонаті України сезону 2014-15 рр.)
  - 3-й кваліфікаційний раунд Ліги чемпіонів УЄФА. Нечемпіонський шлях
    - 28.07.2015 «Фенербахче» (Стамбул, Туреччина) — «Шахтар» (Донецьк) 0:0
    - 05.08.2015 «Шахтар» (Донецьк) — «Фенербахче» (Стамбул, Туреччина) 3:0 (Гладкий 25, Срна 65-пен., Алекс Тейшейра 68)[15]

  - Плей-оф раунд Ліги чемпіонів УЄФА. Нечемпіонський шлях
    - 19.08.2015 «Рапід» (Відень, Австрія) — «Шахтар» (Донецьк) 0:1 (Марлос 44)
    - 25.08.2015 «Шахтар» (Донецьк) — «Рапід» (Відень, Австрія) 2:2 (Марлос 10, Гладкий 27 — Шауб 13, Гофман 22)[15]

  - Груповий етап Ліги чемпіонів УЄФА. Група «А»
    - 15.09.2015 «Реал» (Мадрид, Іспанія) — «Шахтар» (Донецьк) 4:0 (Бензема 30, Кріштіану Роналду 55-пен., 63-пен., 81)
    - 30.09.2015 «Шахтар» (Донецьк) — «Парі Сен-Жермен» (Париж, Франція) 0:3 (Ор'є 7, Давід Луїс 23, Срна 90-авт.)[15]
    - 21.10.2015 «Мальме» (Мальме, Швеція) — «Шахтар» (Донецьк) 1:0 (Русенберг 17). На 56-й хвилині Джюрджич («Мальме») не реалізував пенальті.
    - 03.11.2015 «Шахтар» (Донецьк) — «Мальме» (Мальме, Швеція) 4:0 (Гладкий 29, Срна 48-пен., Едуарду да Сілва 55, Алекс Тейшейра 73)[15]
    - 25.11.2015 «Шахтар» (Донецьк) — «Реал» (Мадрид, Іспанія) 3:4 (Алекс Тейшейра 77-пен., 88, Дентінью 83 — Кріштіану Роналду 18, 70, Модрич 50, Карвахаль 52)[15]
    - 08.12.2015 «Парі Сен-Жермен» (Париж, Франція) — «Шахтар» (Донецьк) 2:0 (Лукас 57, Ібрагімович 86)

  - 1/16 фіналу Ліги Європи УЄФА
    - 18.02.2016 «Шахтар» (Донецьк) — «Шальке 04» (Гельзенкірхен, Німеччина) 0:0 [15]
    - 25.02.2016 «Шальке 04» (Гельзенкірхен, Німеччина) — «Шахтар» (Донецьк) 0:3 (Марлос 26, Феррейра 63, Коваленко 77)

  - 1/8 фіналу Ліги Європи УЄФА
    - 10.03.2016 «Шахтар» (Донецьк) — «Андерлехт» (Андерлехт, Бельгія) 3:1 (Тайсон 21, Кучер 24, Едуарду да Сілва 79 — Ачимпонг 68)[15]
    - 17.03.2016 «Андерлехт» (Андерлехт, Бельгія) — «Шахтар» (Донецьк) 0:1 (Едуарду да Сілва 90+3)

  - Чвертьфінал Ліги Європи УЄФА
    - 07.04.2016 «Спортінг» (Брага, Португалія) — «Шахтар» (Донецьк) 1:2 (Вілсон Едуарду 89 — Ракицький 44, Феррейра 75)
    - 14.04.2016 «Шахтар» (Донецьк) — «Спортінг» (Брага, Португалія) 4:0 (Срна 25-пен., Рікарду Феррейра 42-авт., 73-авт., Коваленко 50)[15]

  - Півфінал Ліги Європи УЄФА
    - 28.04.2016 «Шахтар» (Донецьк) — «Севілья» (Севілья, Іспанія) 2:2 (Марлос 23, Степаненко 35 — Вітоло Мачин 6, Гамейро 82-пен.)[15]
    - 05.05.2016 «Севілья» (Севілья, Іспанія) — «Шахтар» (Донецьк) 3:1 (Гамейро 9, 47, Маріану 59 — Едуарду да Сілва 44)

- «Дніпро» Дніпропетровськ (3-є місце в чемпіонаті України сезону 2014-15 рр.)
  - Груповий етап Ліги Європи УЄФА. Група «G»
    - 17.09.2015 «Дніпро» (Дніпропетровськ) — «Лаціо» (Рим, Італія) 1:1 (Селезньов 90+4 — Милинкович-Савич 34)
    - 01.10.2015 «Русенборг» (Тронгейм, Норвегія) — «Дніпро» (Дніпропетровськ) 0:1 (Селезньов 80)
    - 22.10.2015 «Дніпро» (Дніпропетровськ) — «Сент-Етьєн» (Сент-Етьєн, Франція) 0:1 (Амума 44)
    - 05.11.2015 «Сент-Етьєн» (Сент-Етьєн, Франція) — «Дніпро» (Дніпропетровськ) 3:0 (Монне-Паке 38, Берич 52, Амума 65)
    - 26.11.2015 «Лаціо» (Рим, Італія) — «Дніпро» (Дніпропетровськ) 3:1 (Кандрева 4, Пароло 68, Джорджевич 90+2 — Бруну Гама 65)
    - 10.12.2015 «Дніпро» (Дніпропетровськ) — «Русенборг» (Тронгейм, Норвегія) 3:0 (Матеус 35, 60, Шахов 79). На 12-й хвилині Гелланн («Русенборг») не реалізував пенальті.

- «Зоря» Луганськ (4-е місце в чемпіонаті України сезону 2014-15 рр.)
  - 3-й кваліфікаційний раунд Ліги Європи УЄФА
    - 30.07.2015 «Шарлеруа» (Шарлеруа, Бельгія) — «Зоря» (Луганськ) 0:2 (Малиновський 70, 89)
    - 06.08.2015 «Зоря» (Луганськ) — «Шарлеруа» (Шарлеруа, Бельгія) 3:0 (Любенович 58, 68-пен., Малиновський 90+3)[21]

  - Плей-оф раунд Ліги Європи УЄФА
    - 20.08.2015 «Зоря» (Луганськ) — «Легія» (Варшава, Польща) 0:1 (Кухарчик 48)[21]
    - 27.08.2015 «Легія» (Варшава, Польща) — «Зоря» (Луганськ) 3:2 (Бжиський 16, Гільєрмі 62, Дуда 90+5-пен. — Хомченовський 38, Малиновський 66)

- «Ворскла» Полтава (5-е місце в чемпіонаті України сезону 2014-15 рр.)
  - 3-й кваліфікаційний раунд Ліги Європи УЄФА
    - 30.07.2015 «Жиліна» (Жиліна, Словаччина) — «Ворскла» (Полтава) 2:0 (Єлич 26, Паур 73). На 63-й хвилині Ковпак («Ворскла») не реалізував пенальті.
    - 06.08.2015 «Ворскла» (Полтава) — «Жиліна» (Жиліна, Словаччина) 3:1 д.ч. (Шиндер 67, Ткачук 90+1, Турсунов 101-пен. — Вілліам 120+2)

## Сезон 2016/2017
- «Динамо» Київ (чемпіон України сезону 2015-16 рр.)
  - Груповий етап Ліги чемпіонів УЄФА. Група «B»
    - 13.09.2016 «Динамо» (Київ) — «Наполі» (Неаполь, Італія) 1:2 (Гармаш 26 — Мілик 36, 45+2)
    - 28.09.2016 «Бешикташ» (Стамбул, Туреччина) — «Динамо» (Київ) 1:1 (Рікарду Куарежма 29 — Циганков 65)
    - 19.10.2016 «Динамо» (Київ) — «Бенфіка» (Лісабон, Португалія) 0:2 (Сальвіо 9-пен., Серві 55)
    - 01.11.2016 «Бенфіка» (Лісабон, Португалія) — «Динамо» (Київ) 1:0 (Сальвіо 45+2-пен.). На 68-й хвилині Жуніор Мораес («Динамо») не реалізував пенальті.
    - 23.11.2016 «Наполі» (Неаполь, Італія) — «Динамо» (Київ) 0:0
    - 06.12.2016 «Динамо» (Київ) — «Бешикташ» (Стамбул, Туреччина) 6:0 (Бесєдін 9, Ярмоленко 30-пен., Буяльський 32, Гонсалес 45+2, Сидорчук 60, Жуніор Мораес 77)

- «Шахтар» Донецьк (2-е місце в чемпіонаті України сезону 2015-16 рр.)
  - 3-й кваліфікаційний раунд Ліги чемпіонів УЄФА. Нечемпіонський шлях
    - 26.07.2016 «Шахтар» (Донецьк) — «Янг Бойз» (Берн, Швейцарія) 2:0 (Бернард 27, Селезньов 75)[15]
    - 03.08.2016 «Янг Бойз» (Берн, Швейцарія) — «Шахтар» (Донецьк) 2:0 (Кубо 54, 60) Серія пенальті — 4:2[23]

  - Плей-оф раунд Ліги Європи УЄФА
    - 18.08.2016 «Істанбул Башакшехір» (Стамбул, Туреччина) — «Шахтар» (Донецьк) 1:2 (Бельозоглу 56-пен. — Цикалеші 24-авт., Коваленко 41)
    - 25.08.2016 «Шахтар» (Донецьк) — «Істанбул Башакшехір» (Стамбул, Туреччина) 2:0 (Аттама 22-авт., Марлос 71-пен.)[15]

  - Груповий етап Ліги Європи УЄФА. Група «H»
    - 15.09.2016 «Коньяспор» (Конья, Туреччина) — «Шахтар» (Донецьк) 0:1 (Феррейра 75)
    - 29.09.2016 «Шахтар» (Донецьк) — «Спортінг» (Брага, Португалія) 2:0 (Степаненко 5, Коваленко 56)[15]
    - 20.10.2016 «Шахтар» (Донецьк) — «Гент» (Гент, Бельгія) 5:0 (Коваленко 12, Феррейра 30, Бернард 46, Тайсон 75, Малишев 85)[15]
    - 03.11.2016 «Гент» (Гент, Бельгія) — «Шахтар» (Донецьк) 3:5 (Кулібалі 1, Пербе 83, Миличевич 89 — Марлос 36-пен., Тайсон 41, Степаненко 45+3, Фред 67, Феррейра 87)
    - 24.11.2016 «Шахтар» (Донецьк) — «Коньяспор» (Конья, Туреччина) 4:0 (Бардакджи 10-авт., Дентінью 36, Едуарду да Сілва 66, Бернард 74)[15]
    - 08.12.2016 «Спортінг» (Брага, Португалія) — «Шахтар» (Донецьк) 2:4 (Стоїлькович 43, Вукчевич 89 — Кривцов 22, 62, Тайсон 39, 66)

  - 1/16 фіналу Ліги Європи УЄФА
    - 16.02.2017 «Сельта» (Віго, Іспанія) — «Шахтар» (Донецьк) 0:1 (Бланко Лещук 26)
    - 23.02.2017 «Шахтар» (Донецьк) — «Сельта» (Віго, Іспанія) 0:2 д.ч. (Аспас 90+1-пен., Кабраль 108)[24]

- «Зоря» Луганськ (4-е місце в чемпіонаті України сезону 2015-16 рр.)[25]
  - Груповий етап Ліги Європи УЄФА. Група «A»
    - 15.09.2016 «Зоря» (Луганськ) — «Фенербахче» (Стамбул, Туреччина) 1:1 (Гречишкін 52 — К'єр 90+6)[26]
    - 29.09.2016 «Манчестер Юнайтед» (Стретфорд, Англія) — «Зоря» (Луганськ) 1:0 (Ібрагімович 69)
    - 20.10.2016 «Феєнорд» (Роттердам, Нідерланди) — «Зоря» (Луганськ) 1:0 (Єргенсен 55)
    - 03.11.2016 «Зоря» (Луганськ) — «Феєнорд» (Роттердам, Нідерланди) 1:1 (Рафаел Форстер 44 — Єргенсен 15). На 44-й хвилині Рафаел Форстер («Зоря») не реалізував пенальті.[26]
    - 24.11.2016 «Фенербахче» (Стамбул, Туреччина) — «Зоря» (Луганськ) 2:0 (Стох 59, К'єр 67)
    - 08.12.2016 «Зоря» (Луганськ) — «Манчестер Юнайтед» (Стретфорд, Англія) 0:2 (Мхітарян 48, Ібрагімович 88)[26]

- «Ворскла» Полтава (5-е місце в чемпіонаті України сезону 2015-16 рр.)
  - 3-й кваліфікаційний раунд Ліги Європи УЄФА
    - 28.07.2016 «Локомотива» (Загреб, Хорватія) — «Ворскла» (Полтава) 0:0
    - 04.08.2016 «Ворскла» (Полтава) — «Локомотива» (Загреб, Хорватія) 2:3 (Перич 49-авт., Чеснаков 74 — Бочкай 1, Фіолич 53, Перич 64). На 45+1-й хвилині Хльобас («Ворскла») не реалізував пенальті.

- «Олександрія» Олександрія (6-е місце в чемпіонаті України сезону 2015-16 рр.)[25]
  - 3-й кваліфікаційний раунд Ліги Європи УЄФА
    - 28.07.2016 «Олександрія» (Олександрія) — «Хайдук» (Спліт, Хорватія) 0:3 (Чосич 52, Ерцег 81, Оандза 90)
    - 04.08.2016 «Хайдук» (Спліт, Хорватія) — «Олександрія» (Олександрія) 3:1 (Нижич 21, Сушич 52-пен., 56 — Старенький 13)

## Сезон 2017/2018
- «Шахтар» Донецьк (чемпіон України сезону 2016-17 рр.)
  - Груповий етап Ліги чемпіонів УЄФА. Група «F»
    - 13.09.2017 «Шахтар» (Донецьк) — «Наполі» (Неаполь, Італія) 2:1 (Тайсон 15, Феррейра 58 — Мілик 71-пен.)[24]
    - 26.09.2017 «Манчестер Сіті» (Манчестер, Англія) — «Шахтар» (Донецьк) 2:0 (Де Брейне 48, Стерлінг 90). На 72-й хвилині Агуеро («Манчестер Сіті») не реалізував пенальті.
    - 17.10.2017 «Феєнорд» (Роттердам, Нідерланди) — «Шахтар» (Донецьк) 1:2 (Берггейс 7 — Бернард 24, 54)
    - 01.11.2017 «Шахтар» (Донецьк) — «Феєнорд» (Роттердам, Нідерланди) 3:1 (Феррейра 14, Марлос 17, 68 — Єргенсен 12)[24]
    - 21.11.2017 «Наполі» (Неаполь, Італія) — «Шахтар» (Донецьк) 3:0 (Інсіньє 56, Зелінський 81, Мертенс 83)
    - 06.12.2017 «Шахтар» (Донецьк) — «Манчестер Сіті» (Манчестер, Англія) 2:1 (Бернард 26, Ісмаїлі 32 — Агуеро 90+2-пен.)[24]

  - 1/8 фіналу Ліги чемпіонів УЄФА
    - 21.02.2018 «Шахтар» (Донецьк) — «Рома» (Рим, Італія) 2:1 (Феррейра 52, Фред 71 — Ундер 41)[24]
    - 13.03.2018 «Рома» (Рим, Італія) — «Шахтар» (Донецьк) 1:0 (Джеко 52)

- «Динамо» Київ (2-е місце в чемпіонаті України сезону 2016-17 рр.)
  - 3-й кваліфікаційний раунд Ліги чемпіонів УЄФА. Нечемпіонський шлях
    - 26.07.2017 «Динамо» (Київ) — «Янг Бойз» (Берн, Швейцарія) 3:1 (Ярмоленко 15, Мбокані 34, Гармаш 90+3 — Фасснахт 90)
    - 02.08.2017 «Янг Бойз» (Берн, Швейцарія) — «Динамо» (Київ) 2:0 (Оаро 13-пен., Лотомба 89)

  - Плей-оф раунд Ліги Європи УЄФА
    - 17.08.2017 «Марітіму» (Фуншал, Португалія) — «Динамо» (Київ) 0:0
    - 24.08.2017 «Динамо» (Київ) — «Марітіму» (Фуншал, Португалія) 3:1 (Гармаш 32, Морозюк 35, Гонсалес 61 — Шен 68)

  - Груповий етап Ліги Європи УЄФА. Група «B»
    - 14.09.2017 «Динамо» (Київ) — «Скендербеу» (Корча, Албанія) 3:1 (Сидорчук 47, Жуніор Мораес 50, Мбокані 65-пен. — Музака 39)
    - 28.09.2017 «Партизан» (Белград, Сербія) — «Динамо» (Київ) 2:3 (Ожегович 34, Тавамба 42 — Жуніор Мораес 54-пен., 84, Буяльський 68)
    - 19.10.2017 «Динамо» (Київ) — «Янг Бойз» (Берн, Швейцарія) 2:2 (Мбокані 34, Морозюк 49 — Ассале 17, 39)
    - 02.11.2017 «Янг Бойз» (Берн, Швейцарія) — «Динамо» (Київ) 0:1 (Буяльський 70)
    - 23.11.2017 «Скендербеу» (Корча, Албанія) — «Динамо» (Київ) 3:2 (Ліляй 18, Аденії 52, Сове 56 — Циганков 16, Русин 90+1)[27]
    - 07.12.2017 «Динамо» (Київ) — «Партизан» (Белград, Сербія) 4:1 (Морозюк 6, Жуніор Мораес 28, 31, 77-пен. — Євтович 45+4-пен.)

  - 1/16 фіналу Ліги Європи УЄФА
    - 15.02.2018 АЕК (Амарусіон, Греція) — «Динамо» (Київ) 1:1 (Айдаревич 80 — Циганков 19)
    - 22.02.2018 «Динамо» (Київ) — АЕК (Амарусіон, Греція) 0:0

  - 1/8 фіналу Ліги Європи УЄФА
    - 08.03.2018 «Лаціо» (Рим, Італія) — «Динамо» (Київ) 2:2 (Іммобіле 54, Феліпі Андерсон 62 — Циганков 52, Жуніор Мораес 79)
    - 15.03.2018 «Динамо» (Київ) — «Лаціо» (Рим, Італія) 0:2 (Лукас Лейва 23, де Врей 83)

- «Зоря» Луганськ (3-є місце в чемпіонаті України сезону 2016-17 рр.)
  - Груповий етап Ліги Європи УЄФА. Група «J»
    - 14.09.2017 «Зоря» (Луганськ) — «Естерсунд» (Естерсунд, Швеція) 0:2 (Годдус 50, Геро 90+4)[28]
    - 28.09.2017 «Атлетік» (Більбао, Іспанія) — «Зоря» (Луганськ) 0:1 (Харатін 26)
    - 19.10.2017 «Зоря» (Луганськ) — «Герта» (Берлін, Німеччина) 2:1 (Сілас 42, Сваток 79 — Зельке 56)[28]
    - 02.11.2017 «Герта» (Берлін, Німеччина) — «Зоря» (Луганськ) 2:0 (Зельке 15, 73)
    - 23.11.2017 «Естерсунд» (Естерсунд, Швеція) — «Зоря» (Луганськ) 2:0 (Гречишкін 40-авт., Годдус 78)
    - 07.12.2017 «Зоря» (Луганськ) — «Атлетік» (Більбао, Іспанія) 0:2 (Адуріс 70, Гарсія 86)[28]

- «Олімпік» Донецьк (4-е місце в чемпіонаті України сезону 2016-17 рр.)
  - 3-й кваліфікаційний раунд Ліги Європи УЄФА
    - 27.07.2017 «Олімпік» (Донецьк) — ПАОК (Салоніки, Греція) 1:1 (Біленький 49 — Педру Енрікі 59)[29]
    - 03.08.2017 ПАОК (Салоніки, Греція) — «Олімпік» (Донецьк) 2:0 (Мак 24, Цимирот 45+1)

- «Олександрія» Олександрія (5-е місце в чемпіонаті України сезону 2016-17 рр.)
  - 3-й кваліфікаційний раунд Ліги Європи УЄФА
    - 27.07.2017 «Астра» (Джурджу, Румунія) — «Олександрія» (Олександрія) 0:0
    - 03.08.2017 «Олександрія» (Олександрія) — «Астра» (Джурджу, Румунія) 1:0 (Запорожан 43-пен.)

  - Плей-оф раунд Ліги Європи УЄФА
    - 17.08.2017 БАТЕ (Борисов, Білорусь) — «Олександрія» (Олександрія) 1:1 (Іванич 8 — Банада 19)
    - 24.08.2017 «Олександрія» (Олександрія) — БАТЕ (Борисов, Білорусь) 1:2 (Грицук 34-пен. — Іванич 69, 73)

## Сезон 2018/2019
- «Шахтар» Донецьк (чемпіон України сезону 2017-18 рр.)
  - Груповий етап Ліги чемпіонів УЄФА. Група «F»
    - 19.09.2018 «Шахтар» (Донецьк) — «Гоффенгайм 1899» (Зінсгайм, Німеччина) 2:2 (Ісмаїлі 27, Майкон 81 — Грілліч 6, Нортвейт 38)[24]
    - 02.10.2018 «Олімпік Ліон» (Десін-Шарп'є, Франція) — «Шахтар» (Донецьк) 2:2 (Дембеле 70, Дюбуа 72 — Жуніор Мораес 44, 55)
    - 23.10.2018 «Шахтар» (Донецьк) — «Манчестер Сіті» (Манчестер, Англія) 0:3 (Сільва 30, Ляпорт 35, Бернарду Сілва 70)[24]
    - 07.11.2018 «Манчестер Сіті» (Манчестер, Англія) — «Шахтар» (Донецьк) 6:0 (Сільва 13, Габріел Жезус 24-пен., 72-пен., 90+2, Стерлінг 48, Махрез 84)
    - 27.11.2018 «Гоффенгайм 1899» (Зінсгайм, Німеччина) — «Шахтар» (Донецьк) 2:3 (Крамарич 17, Цубер 40 — Ісмаїлі 14, Тайсон 15, 90+2)
    - 12.12.2018 «Шахтар» (Донецьк) — «Олімпік Ліон» (Десін-Шарп'є, Франція) 1:1 (Жуніор Мораес 22 — Фекір 65)[30]

  - 1/16 фіналу Ліги Європи УЄФА
    - 14.02.2019 «Шахтар» (Донецьк) — «Айнтрахт» (Франкфурт-на-Майні, Німеччина) 2:2 (Марлос 10-пен., Тайсон 67 — Гінтереггер 7, Костич 50)[24]
    - 21.02.2019 «Айнтрахт» (Франкфурт-на-Майні, Німеччина) — «Шахтар» (Донецьк) 4:1 (Йович 23, Аллер 27-пен., 80, Ребич 88 — Жуніор Мораес 63)

- «Динамо» Київ (2-е місце в чемпіонаті України сезону 2017-18 рр.)
  - 3-й кваліфікаційний раунд Ліги чемпіонів УЄФА. Нечемпіонський шлях
    - 07.08.2018 «Славія» (Прага, Чехія) — «Динамо» (Київ) 1:1 (Гушбауер 90+5-пен. — Вербич 82)
    - 14.08.2018 «Динамо» (Київ) — «Славія» (Прага, Чехія) 2:0 (Вербич 11, Бесєдін 74)

  - Плей-оф раунд Ліги чемпіонів УЄФА. Нечемпіонський шлях
    - 22.08.2018 «Аякс» (Амстердам, Нідерланди) — «Динамо» (Київ) 3:1 (ван де Бек 2, Зієш 35, Тадич 43 — Кендзьора 15)
    - 28.08.2018 «Динамо» (Київ) — «Аякс» (Амстердам, Нідерланди) 0:0 На 14-й хвилині Тадич («Аякс») не реалізував пенальті.

  - Груповий етап Ліги Європи УЄФА. Група «K»
    - 20.09.2018 «Динамо» (Київ) — «Астана» (Астана, Казахстан) 2:2 (Циганков 11, Гармаш 45+2 — Аничич 21, Муртазаєв 90+5)
    - 04.10.2018 «Яблонець» (Яблонець-над-Нисою, Чехія) — «Динамо» (Київ) 2:2 (Циганков 8, Гармаш 14 — Говорка 33, Травник 81)
    - 25.10.2018 «Ренн» (Ренн, Франція) — «Динамо» (Київ) 1:2 (Греньє 40 — Кендзьора 21, Буяльський 89)
    - 08.11.2018 «Динамо» (Київ) — «Ренн» (Ренн, Франція) 3:1 (Вербич 13, Миколенко 68, Шапаренко 72 — Сьєбатше 89)
    - 29.11.2018 «Астана» (Астана, Казахстан) — «Динамо» (Київ) 0:1 (Вербич 29)
    - 13.12.2018 «Динамо» (Київ) — «Яблонець» (Яблонець-над-Нисою, Чехія) 0:1 (Долежал 10)

  - 1/16 фіналу Ліги Європи УЄФА
    - 14.02.2019 «Олімпіакос» (Пірей, Греція) — «Динамо» (Київ) 2:2 (Хассан Махджуб 9, Жил Діаш 40 — Буяльський 27, Вербич 89)
    - 21.02.2019 «Динамо» (Київ) — «Олімпіакос» (Пірей, Греція) 1:0 (Соль 32)

  - 1/8 фіналу Ліги Європи УЄФА
    - 07.03.2019 «Челсі» (Лондон, Англія) — «Динамо» (Київ) 3:0 (Педро Родрігес 17, Вілліан 65, Гадсон-Одої 90)
    - 14.03.2019 «Динамо» (Київ) — «Челсі» (Лондон, Англія) 0:5 (Жиру 5, 33, 59, Маркос Алонсо 45+1, Гадсон-Одої 78)

- «Ворскла» Полтава (3-є місце в чемпіонаті України сезону 2017-18 рр.)
  - Груповий етап Ліги Європи УЄФА. Група «E»
    - 20.09.2018 «Арсенал» (Лондон, Англія) — «Ворскла» (Полтава) 4:2 (Обамеянг 32, 56, Велбек 48, Озіль 74 — Чеснаков 77, Шарпар 90+4)
    - 04.10.2018 «Ворскла» (Полтава) — «Спортінг» (Лісабон, Португалія) 1:2 (Кулач 10 — Монтеро 90, Жоване Кабрал 90+3)
    - 25.10.2018 «Карабах Агдам» (Сурахани, Азербайджан) — «Ворскла» (Полтава) 0:1 (Кулач 48)[31]
    - 08.11.2018 «Ворскла» (Полтава) — «Карабах Агдам» (Сурахани, Азербайджан) 0:1 (Абдуллаєв 13-пен.)
    - 29.11.2018 «Ворскла» (Полтава) — «Арсенал» (Лондон, Англія) 0:3 (Сміт-Роу 10, Ремзі 27-пен., Віллок 41)[32]
    - 13.12.2018 «Спортінг» (Лісабон, Португалія) — «Ворскла» (Полтава) 3:0 (Монтеро 17, Мігел Луїш 35, Далку 44-авт.)

- «Зоря» Луганськ (4-е місце в чемпіонаті України сезону 2017-18 рр.)
  - 3-й кваліфікаційний раунд Ліги Європи УЄФА. Основний шлях
    - 09.08.2018 «Зоря» (Луганськ) — «Спортінг» (Брага, Португалія) 1:1 (Караваєв 72 — Рікарду Орта 69)[33]
    - 16.08.2018 «Спортінг» (Брага, Португалія) — «Зоря» (Луганськ) 2:2 (Жуан Новайш 65, Рікарду Орта 73 — Рафаел Ратан 70, Караваєв 82)

  - Плей-оф раунд Ліги Європи УЄФА. Основний шлях
    - 23.08.2018 «Зоря» (Луганськ) — «РБ Лейпциг» (Лейпциг, Німеччина) 0:0 [33]
    - 30.08.2018 «РБ Лейпциг» (Лейпциг, Німеччина) — «Зоря» (Луганськ) 3:2 (Матеус Кунья 7, Огюстен 69, Форсберг 90-пен. — Рафаел Ратан 35, Гордієнко 48)

- «Маріуполь» Маріуполь (5-е місце в чемпіонаті України сезону 2017-18 рр.)
  - 2-й кваліфікаційний раунд Ліги Європи УЄФА. Основний шлях
    - 26.07.2018 «Юргорден» (Стокгольм, Швеція) — «Маріуполь» (Маріуполь) 1:1 (Баджі 90+4 — Яворський 37)
    - 02.08.2018 «Маріуполь» (Маріуполь) — «Юргорден» (Стокгольм, Швеція) 2:1 д.ч. (Піхальонок 63, Фомін 97-пен. — Баджі 77)[34]

  - 3-й кваліфікаційний раунд Ліги Європи УЄФА. Основний шлях
    - 09.08.2018 «Маріуполь» (Маріуполь) — «Бордо» (Бордо, Франція) 1:3 (Мишньов 7 — Лаборд 33, 37, Чуамені 49)[34]
    - 16.08.2018 «Бордо» (Бордо, Франція) — «Маріуполь» (Маріуполь) 2:1 (Пундже 54, Санкаре 56 — Фомін 66)

## Сезон 2019/2020
- «Шахтар» Донецьк (чемпіон України сезону 2018-19 рр.)
  - Груповий етап Ліги чемпіонів УЄФА. Група «C»
    - 18.09.2019 «Шахтар» (Донецьк) — «Манчестер Сіті» (Манчестер, Англія) 0:3 (Махрез 24, Гюндоган 38, Габріел Жезус 76)[24]
    - 01.10.2019 «Аталанта» (Бергамо, Італія) — «Шахтар» (Донецьк) 1:2 (Сапата 28 — Жуніор Мораес 41, Соломон 90+5). На 16-й хвилині Іличич («Аталанта») не реалізував пенальті.[35]
    - 22.10.2019 «Шахтар» (Донецьк) — «Динамо» (Загреб, Хорватія) 2:2 (Коноплянка 16, Додо 75 — Ольмо 25, Оршич 60-пен.)[24]
    - 06.11.2019 «Динамо» (Загреб, Хорватія) — «Шахтар» (Донецьк) 3:3 (Петкович 25, Іванушець 83, Адемі 89 — Алан Патрік 13, Жуніор Мораес 90+3, Тете 90+8-пен.)
    - 26.11.2019 «Манчестер Сіті» (Манчестер, Англія) — «Шахтар» (Донецьк) 1:1 (Гюндоган 56 — Соломон 69)
    - 11.12.2019 «Шахтар» (Донецьк) — «Аталанта» (Бергамо, Італія) 0:3 (Кастань 66, Пашалич 80, Гозенс 90+4)[24]

  - 1/16 фіналу Ліги Європи УЄФА
    - 20.02.2020 «Шахтар» (Донецьк) — «Бенфіка» (Лісабон, Португалія) 2:1 (Алан Патрік 56, Коваленко 72 — Піцці 66-пен.)[24]
    - 27.02.2020 «Бенфіка» (Лісабон, Португалія) — «Шахтар» (Донецьк) 3:3 (Піцці 9, Рубен Діаш 36, Рафа Сілва 47 — Рубен Діаш 12-авт., Степаненко 49, Алан Патрік 71)

  - 1/8 фіналу Ліги Європи УЄФА
    - 12.03.2020 «Вольфсбург» (Вольфсбург, Німеччина) — «Шахтар» (Донецьк) 1:2 (Брукс 48 — Жуніор Мораес 16, Маркус Антоніу 73). На 22-й хвилині Коваленко («Шахтар») і на 45+2-й хвилині Веггорст («Вольфсбург») не реалізували пенальті.
    - 05.08.2020 «Шахтар» (Донецьк) — «Вольфсбург» (Вольфсбург, Німеччина) 3:0 (Жуніор Мораес 89, 90+3, Соломон 90+1)[29]

  - Чвертьфінал Ліги Європи УЄФА
    - 11.08.2020 «Шахтар» (Донецьк) — «Базель» (Базель, Швейцарія) 4:1 (Жуніор Мораес 2, Тайсон 22, Алан Патрік 75-пен., Додо 88 — ван Волфсвінкел 90+2)[36]

  - Півфінал Ліги Європи УЄФА
    - 17.08.2020 «Інтернаціонале» (Мілан, Італія) — «Шахтар» (Донецьк) 5:0 (Мартінес 19, 74, Д'Амброзіо 64, Лукаку 78, 83)[37]

- «Динамо» Київ (2-е місце в чемпіонаті України сезону 2018-19 рр.)
  - 3-й кваліфікаційний раунд Ліги чемпіонів УЄФА. Нечемпіонський шлях
    - 06.08.2019 «Брюгге» (Брюгге, Бельгія) — «Динамо» (Київ) 1:0 (Ванакен 37-пен.)
    - 13.08.2019 «Динамо» (Київ) — «Брюгге» (Брюгге, Бельгія) 3:3 (Буяльський 5, Шепелєв 50, Мехеле 90+3-авт. — Делі 38, Вормер 88, Опенда 90+5)

  - Груповий етап Ліги Європи УЄФА. Група «B»
    - 19.09.2019 «Динамо» (Київ) — «Мальме» (Мальме, Швеція) 1:0 (Буяльський 84)
    - 03.10.2019 «Лугано» (Лугано, Швейцарія) — «Динамо» (Київ) 0:0 [38]
    - 24.10.2019 «Динамо» (Київ) — «Копенгаген» (Копенгаген, Данія) 1:1 (Шабанов 53 — Сотіріу 2)
    - 07.11.2019 «Копенгаген» (Копенгаген, Данія) — «Динамо» (Київ) 1:1 (Стаге 4 — Вербич 70). На 14-й хвилині Циганков («Динамо») не реалізував пенальті.
    - 28.11.2019 «Мальме» (Мальме, Швеція) — «Динамо» (Київ) 4:3 (Бенгтссон 2, Русенберг 48, 90+6, Ракіп 57 — Миколенко 18, Циганков 39, Вербич 77 )
    - 12.12.2019 «Динамо» (Київ) — «Лугано» (Лугано, Швейцарія) 1:1 (Циганков 90+4 — Араторе 45)

- «Олександрія» Олександрія (3-є місце в чемпіонаті України сезону 2018-19 рр.)
  - Груповий етап Ліги Європи УЄФА. Група «I»
    - 19.09.2019 «Вольфсбург» (Вольфсбург, Німеччина) — «Олександрія» (Олександрія) 3:1 (Арнольд 20, Мехмеді 24, Брекало 67 — Банада 66)
    - 03.10.2019 «Олександрія» (Олександрія) — «Гент» (Гент, Нідерланди) 1:1 (Сітало 60 — Депуатр 6)[39]
    - 24.10.2019 «Сент-Етьєн» (Сент-Етьєн, Франція) — «Олександрія» (Олександрія) 1:1 (Габрієл Сілва 8 — Габрієл Сілва 14-авт.)
    - 07.11.2019 «Олександрія» (Олександрія) — «Сент-Етьєн» (Сент-Етьєн, Франція) 2:2 (Безбородько 84, Задерака 90+1 — Хазрі 24-пен., Камара 72)[39]
    - 28.11.2019 «Олександрія» (Олександрія) — «Вольфсбург» (Вольфсбург, Німеччина) 0:1 (Веггорст 45+1-пен.)[39]
    - 12.12.2019 «Гент» (Гент, Нідерланди) — «Олександрія» (Олександрія) 2:1 (Депуатр 7, 16 — Мірошниченко 54)

- «Маріуполь» Маріуполь (4-е місце в чемпіонаті України сезону 2018-19 рр.)
  - 3-й кваліфікаційний раунд Ліги Європи УЄФА. Основний шлях
    - 08.08.2019 «Маріуполь» (Маріуполь) — АЗ (Алкмар, Нідерланди) 0:0 [34]
    - 15.08.2019 АЗ (Алкмар, Нідерланди) — «Маріуполь» (Маріуполь) 4:0 (Стенгс 20, Ауеян 44, Вейтенс 62, Яворський 90-авт.)[40]

- «Зоря» Луганськ (5-е місце в чемпіонаті України сезону 2018-19 рр.)
  - 2-й кваліфікаційний раунд Ліги Європи УЄФА. Основний шлях
    - 25.07.2019 «Будучност» (Подгориця, Чорногорія) — «Зоря» (Луганськ) 1:3 (Перович 59 — Громов 15, 19, Арвеладзе 82)
    - 01.08.2019 «Зоря» (Луганськ) — «Будучност» (Подгориця, Чорногорія) 1:0 (Громов 32)[33]

  - 3-й кваліфікаційний раунд Ліги Європи УЄФА. Основний шлях
    - 08.08.2019 ЦСКА (Софія, Болгарія) — «Зоря» (Луганськ) 1:1 (Евандру да Сілва 13 — Юрченко 45+1-пен.)
    - 15.08.2019 «Зоря» (Луганськ) — ЦСКА (Софія, Болгарія) 1:0 (Русин 89)[33]

  - Плей-оф раунд Ліги Європи УЄФА. Основний шлях
    - 22.08.2019 «Еспаньйол» (Курнелья-де-Любрегат, Іспанія) — «Зоря» (Луганськ) 3:1 (Феррейра 58, Лопес 79, Варгас 81 — Кочергін 38). На 76-й хвилині Гранеро («Еспаньйол») не реалізував пенальті.
    - 29.08.2019 «Зоря» (Луганськ) — «Еспаньйол» (Курнелья-де-Любрегат, Іспанія) 2:2 (Феррейра 34, Варгас 62 — Лєднєв 54, Русин 78)[33]